# Girl Anachronism
Girl Anachronism jest singlem zespołu the Dresden Dolls wydanym w roku 2003. Utwór jest krótki, surowy i grany w niebezpiecznym tempie. Tekst, na przemian gniewny, pokorny, oraz płaczliwy, dotyczący Amandy Palmer jako "trudnego dziecka", cecha, którą sama obwinia, że urodziła się kilka dni za wcześnie poprzez cięcie cesarskie. W miarę trwania piosenki, tekst dzieli się na różne, odmienne pod-wątki, każdy z nich opowiada o pozbawionych miejsca i czasu uczuciach.

## Lista utworów
1. "Girl Anachronism"- 3:03

2. "The Jeep Song" (LB/JM – Radio Edit) - 4:19

2. "Bad Habit"

- Niektóre kopie zawierały tylko pierwszy utwór

## Wykonawcy
- Amanda Palmer - pianino, śpiew, tekst
- Brian Viglione - perkusja